# Осока птиценожковая
Осо́ка птицено́жковая (лат. Carex ornithopoda) — многолетнее травянистое растение, вид рода Осока (Carex) семейства Осоковые (Cyperaceae).

## Ботаническое описание
Ярко-зелёное растение с косо-восходящим корневищем, образующем густые дерновины.
Стебли наверху изогнутые, сплюснуто-трёхгранные, кверху шероховатые, (5)10—40(50) см высотой. Репродуктивные побеги боковые, в основании с зеленоватыми или бледно-пурпурными влагалищами, верхнее из которых часто с короткой, 0,3—0,8(1) см, щетиновидной пластинкой.
Листья мягкие, плоские, короче стеблей, равны им или немного, редко в 1,5—2(3—4) раза, длиннее, голые.
Соцветие 1—2(2,5) см длиной, из 3—4 пучковидно (лапчато) собранных колосков. Верхний колосок тычиночный, обычно не более 0,5 см длиной (0,4—0,8 см), малоцветковый, ланцетовидный, светло-коричневый, расположен большей частью ниже уровня верхнего пестичного колоска, с обратнояйцевидными, усечённо-тупыми, светло-ржавыми, едва перепончатыми по краю чешуями; остальные (1)2—5 пестичные, линейные, расположенные в верхней половине стебля, 0,8—1,5 см длиной, с извилистой осью, рыхлые, немного (3—6)-цветковые, довольно узкие, на коротких ножках, почти сидячие, отклонённые или согнутые, нижний иногда несколько отставлен и тогда на ножке до 1 см длиной. Чешуи пестичных колосков кверху расширенные, обратнояйцевидные, широко-округлые, светло-ржавые, с зелёным, до верху не доходящим килем, по краю угловато-перепончатые, короче мешочков. Мешочки в поперечном сечении трёхгранные, с плоскими или немного вогнутыми гранями, обратнояйцевидные, 2,5—3(3,5) мм длиной, к основанию быть может суженные, с плоскими сторонами, зеленоватые, позже буреющие, без жилок, опушённые, с клиновидным беловатым, несколько мясистым основанием, с коротким, прямым или несколько согнутым, ржавым, конически-цилиндрическим, цельным или слабо выемчатым носиком. Рылец 3. Кроющие листья состоят из бледно-зелёных влагалищ, нижнее из которых до 0,5 см длиной, по краю ржавые и перепончатые.
Плод на карпофоре до 2 мм длиной. Плодоносит в мае—июне.
Число хромосом 2n=48, 52, 54.
Вид описан из Европы.

## Распространение и экология
Северная, Атлантическая, Центральная и Южная (редко) Европа; Европейская часть России: юг Карелии (заповедник «Кивач»), Двино-Печорский район (кроме востока), Ленинградская, Псковская и Тверская области; Беларусь: Минская область; Украина: Карпаты; Западная Азия: Северо-Восточная Турция.
Растёт на сухих открытых травянистых склонах, обнажениях известняков, известняковых скалах, иногда в лесах, на карбонатной почве.
Плоды разносятся муравьями.

## Систематика
В пределах вида выделяются два подвида:
- Carex ornithopoda subsp. ornithopoda — Осока лапчатая; Европа, Западная Азия
- Carex ornithopoda subsp. ornithopodioides (Hausm.) Nyman — Центральная и Южная Европа